# Halsey (Wisconsin)
Halsey è un comune degli Stati Uniti, situato in Wisconsin, nella Contea di Marathon.